# Dagfjärilar
Dagfjärilar (Rhopalocera) är huvudsakligen dagaktiva fjärilar (Lepidoptera) ur överfamiljerna tjockhuvudfjärilar (Hesperioidea) och äkta dagfjärilar (Papilionoidea). Det finns cirka 19 300 kända arter dagfjärilar i världen. 
Dagfjärilens grundkonstruktion är densamma som hos de flesta insekter; kroppen kan indelas i huvud, mellankropp och bakkropp, som skyddas av ett exoskelett. Dagfjärilarna känner dofter med hjälp av antenner på huvudet, vilka är som grövst längst ute i änden, och ser med stora facettögon. Dagfjärilarna tillhör den grupp av fjärilar som äter nektar med sugsnabel, som kan rullas in och ut. De tre benparen återfinns på mellankroppens undersida och på ovansidan av denna finns två par vingar. I bakkroppen finns matsmältningsapparat, andningsorgan och reproduktiva organ. Hos många dagfjärilar skiljer sig därmed könen åt genom att honans bakkropp är kraftigare än hanens.
Som alla fjärilar genomgår dagfjärilarna ett larv- och puppstadium mellan ägg och fullvuxen (adult eller imago) fjäril.

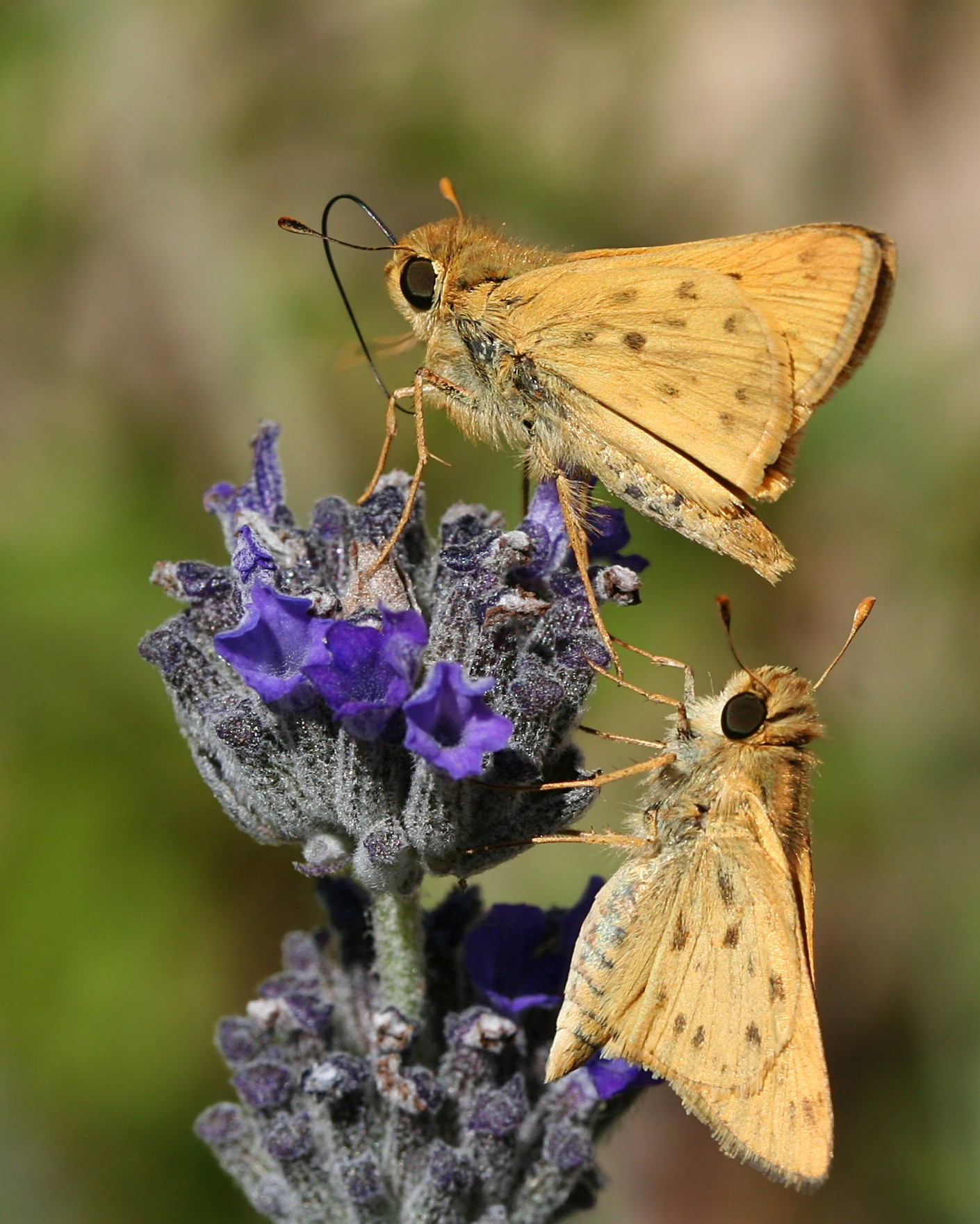
Tjockhuvudfjärilen Hylephila phyleus